# 道璿
道璿（702年—760年5月7日），河南许州人，唐朝佛教高僧，他把禅宗、律宗、华严宗带到日本。

## 生平
道璿早年出家，后进入洛阳大福先寺，跟随定宾受具足戒。又侍奉华严寺的普寂，兼习禅学、华严。
道璿接受日本來唐的僧人榮叡和普照要求，決定前往日本弘法。736年（唐開元二十四年、日本天平八年），同天竺僧人菩提僊那、林邑僧人佛哲一起來到了日本。他常到各地讲说戒律，使得北宗禪在日本廣為傳播，設置大安寺的禪院，撰寫《梵網經疏》。此外，他還精通天台宗。
後來他進入吉野的比蘇山寺修禪，給予山岳修驗者不少影響。
日本僧人行表是他的弟子，行表是最澄的師父。最澄的「四種相承」（天台、密教、禪宗、大乘戒）思想，就是受到道璿傳來的玉泉天台（荊州玉泉寺的天台）的影響。